# Parabola del servo fedele

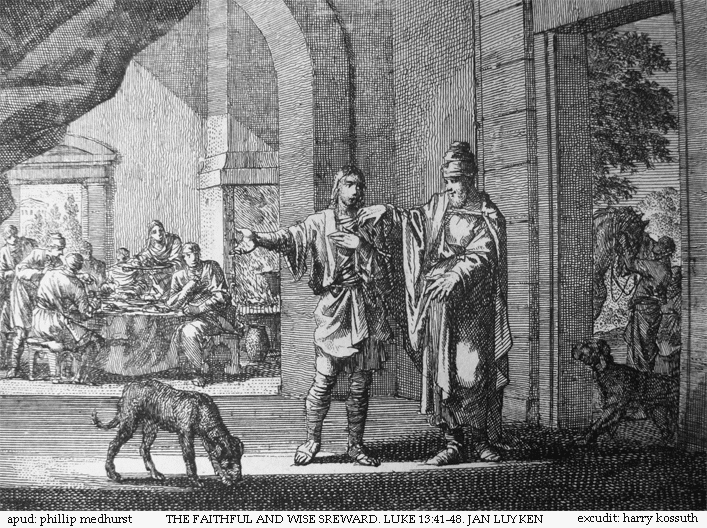
Schizzo di Jan Luyken che illustra la parabola del servo fedele, dalla Bowyer Bible.

La parabola del servo fedele (o parabola del guardiano o anche parabola dei servi che vegliano) è una parabola di Gesù presentata nel vangelo secondo Matteo 24,42-51, in quello di Marco 13,34-37 ed in quello di Luca 12,35-48. Essa invita i fedeli a mantenere alta la guardia.
Nel vangelo di Matteo, essa precede immediatamente la parabola delle dieci vergini che ha un simile valore escatologico.

## La parabola
Nel vangelo di Luca la parabola è la seguente:
Allora Pietro disse: «Signore, questa parabola la dici per noi o anche per tutti?». Il Signore rispose: «Qual è dunque l'amministratore fedele e saggio, che il Signore porrà a capo della sua servitù, per distribuire a tempo debito la razione di cibo? Beato quel servo che il padrone, arrivando, troverà al suo lavoro. In verità vi dico, lo metterà a capo di tutti i suoi averi. Ma se quel servo dicesse in cuor suo: Il padrone tarda a venire, e cominciasse a percuotere i servi e le serve, a mangiare, a bere e a ubriacarsi, il padrone di quel servo arriverà nel giorno in cui meno se l'aspetta e in un'ora che non sa, e lo punirà con rigore assegnandogli il posto fra gli infedeli. Il servo che, conoscendo la volontà del padrone, non avrà disposto o agito secondo la sua volontà, riceverà molte percosse; quello invece che, non conoscendola, avrà fatto cose meritevoli di percosse, ne riceverà poche. A chiunque fu dato molto, molto sarà chiesto; a chi fu affidato molto, sarà richiesto molto di più.»
(Luca 12,35-48 CEI)
Il vangelo di Marco riporta:
(Marco 13,34-37)

## Interpretazione
Nel vangelo di Matteo, la parabola si apre con l'ingiunzione: "Vegliate dunque, perché non sapete in quale giorno il Signore vostro verrà" (Matteo 24,42). In altre parole, "il discepolo deve rimanere preparato per la venuta del Signore, rimanendo allerta e sveglio al suo posto." Anche se molti sono i segni della seconda venuta di Gesù, non è data a sapersi la data precisa. Questo è un tema che viene inoltre discusso in Luca 12. Il riferimento al banchetto di nozze in Luca 12,36 suggerisce l'idea del banchetto celeste, e richiama la parabola delle dieci vergini che segue subito dopo in Matteo.
La seconda parte della parabola include una precauzione richiesta alla persona a cui tanto è dato. J. Dwight Pentecost scrisse che questa parabola "enfatizza il fatto che un privilegio porta anche delle responsabilità e che le responsabilità prevedono affidamento." Questo si applica in particolare ai capi religiosi.

## Inni
La parabola ha ispirato diversi inni, tra cui quello di Philip Doddridge dal titolo "Ye Servants of the Lord", che termina così:
Christ shall the banquet spread

With His own royal hand,

And raise that faithful servant’s

Amid the angelic band.